# 圖盧克薩克 (阿拉斯加州)
圖盧克薩克（英語：Tuluksak）是位於美國阿拉斯加州貝塞爾人口普查區的一個非建制地區和人口普查指定地區。根據2010年美國人口普查，該地人口為373人，而該地的面積約為8.10平方千米。

## 地理
圖盧克薩克的座標為61°06′09″N 160°57′38″W / 61.10250°N 160.96056°W，而該地的平均海拔高度為9米（即30英尺）。